# Fritz Holst
Charles Frederik (Fritz) Holst, född 14 december 1834, död 31 maj 1909 i Köpenhamn, var en dansk dramatiker och son till Wilhelm Conrad Holst. År 1861 gifte han sig med Louise Carpentier.
Holst blev 1853 löjtnant, utmärkte sig 1864 vid försvaret av Dybböl, blev 1874 kapten och 1886 överstelöjtnant, samt tog avsked 1895. 
Förutom en uppsluppen fars, Olympen i vor tid (1863), har han skrivit flera lustspel, Revuen (1869), En sand demokrat (1870), Hverdagsfolk (1871) och I overgangstiden (1876) samt många bearbetningar av utländska stycken. 

## Utmärkelser
- Riddare av Dannebrogorden,  1864[2]
- Dannebrogsmännens hederstecken,  1891[2]
- Kommendör av Dannebrogorden,  1904[2]

[Redigera Wikidata]